# Кубок Грузії з футболу 1992—1993
Кубок Грузії з футболу 1992–1993 — (також відомий як Кубок Давида Кіпіані) 3-й розіграш кубкового футбольного турніру у Грузії. Титул вдруге поспіль здобуло Динамо (Тбілісі).

## 1/16 фіналу
| Команда 1             | Заг.    | Команда 2                | 1-й матч | 2-й матч |
| --------------------- | ------- | ------------------------ | -------- | -------- |
| Кізіхі (Цнорі) (2)    | +:-     | Мзіурі (Галі) (2)        | 1:3      | +:-      |
| Дуруджі (Кварелі) (2) | +:-     | Амірані (Очамчіре) (2)   | +:-      | +:-      |
| Гурія                 | 3:3 (ч) | Арагві (Душеті) (2)      | 2:0      | 1:3      |
| Колхеті (Хобі) (2)    | -:+     | Маргветі (Зестафоні)     | -:+      | -:+      |
| Мерані (Тбілісі) (2)  | 3:5     | Батумі                   | 2:1      | 1:4      |
| Іверія (Хашурі)       | 1:3     | Діла (Горі)              | 1:2      | 0:1      |
| Сіоні (2)             | 9:5     | Армазі-90 (Тбілісі) (2)  | 4:1      | 5:4      |
| Самгуралі (Цхалтубо)  | 6:1     | Імеді (Тбілісі) (2)      | 6:1      | 0:0      |
| Імеді (Лаітурі) (2)   | -:+     | Цхумі                    | 1:4      | -:+      |
| Торпедо (Кутаїсі)     | 3:3 (ч) | Анці (Тбілісі) (2)       | 1:1      | 2:2      |
| Армазі (Мцхета) (2)   | 5:7     | Локомотив (Самтредіа)    | 3:2      | 2:5      |
| Металург (Руставі)    | 3:4     | Саповнела (Терджола) (2) | 3:3      | 0:1      |
| Динамо (Тбілісі)      | 5:3     | Мретебі (Тбілісі)        | 0:2      | 5:1      |
| Колхеті-1913 (Поті)   | 4:3     | Алазані (Гурджаані)      | 2:0      | 2:3      |
| Кахеті (Телаві)       | 5:5 (ч) | Шевардені-1906           | 3:3      | 2:2      |
| Магароелі (2)         | 4:3     | Одіші (Зугдіді)          | 4:1      | 0:2      |

## 1/8 фіналу
| Команда 1             | Заг.    | Команда 2                | 1-й матч | 2-й матч |
| --------------------- | ------- | ------------------------ | -------- | -------- |
| Кізіхі (Цнорі) (2)    | -:+     | Дуруджі (Кварелі) (2)    | 0:3      | -:+      |
| Маргветі (Зестафоні)  | 4:1     | Гурія                    | 2:0      | 2:1      |
| Батумі                | 4:1     | Діла (Горі)              | 3:0      | 1:1      |
| Сіоні (2)             | 3:8     | Самгуралі (Цхалтубо)     | 3:1      | 0:7      |
| Цхумі                 | 2:6     | Торпедо (Кутаїсі)        | 1:1      | 1:5      |
| Локомотив (Самтредіа) | 1:1 (ч) | Саповнела (Терджола) (2) | 1:1      | 0:0      |
| Динамо (Тбілісі)      | +:-     | Колхеті-1913 (Поті)      | 7:0      | +:-      |
| Магароелі (2)         | 3:5     | Шевардені-1906           | 2:2      | 1:3      |

## 1/4 фіналу
| Команда 1                | Заг. | Команда 2            | 1-й матч | 2-й матч |
| ------------------------ | ---- | -------------------- | -------- | -------- |
| Дуруджі (Кварелі) (2)    | 3:4  | Маргветі (Зестафоні) | 1:3      | 2:1      |
| Самгуралі (Цхалтубо)     | 1:2  | Батумі               | 1:0      | 0:2      |
| Саповнела (Терджола) (2) | 2:4  | Торпедо (Кутаїсі)    | 0:0      | 2:4      |
| Шевардені-1906           | 1:9  | Динамо (Тбілісі)     | 1:4      | 0:5      |

## 1/2 фіналу
| Команда 1        | Заг. | Команда 2            | 1-й матч | 2-й матч |
| ---------------- | ---- | -------------------- | -------- | -------- |
| Батумі           | 3:1  | Маргветі (Зестафоні) | 1:0      | 2:1      |
| Динамо (Тбілісі) | 6:1  | Торпедо (Кутаїсі)    | 3:0      | 3:1      |

## Фінал
| 26 травня 1993 |

| Динамо (Тбілісі)                                    | 4:2      | Батумі                  |
| --------------------------------------------------- | -------- | ----------------------- |
| Р.Арвеладзе 4', 37' А.Арвеладзе 22' Ш.Арвеладзе 35' | Протокол | Тугуші 26' Хомерікі 78' |

| Динамо Арена імені Бориса Пайчадзе, Тбілісі Глядачів: 25 000 Арбітр: Серго Кварацхелія |